# Tor Johnson
Tor Johnson (Kalmar, 19 ottobre 1903 – San Fernando, 12 marzo 1971) è stato un attore e wrestler svedese.
È stato uno dei principali interpreti ed icone del regista Ed Wood.

## Biografia
Dopo aver esordito con un ruolo non accreditato ne Il tesoro dei faraoni (1934), intraprese la carriera da attore in pellicole dell'orrore, tra le quali Caccia al fantasma (1944) e Lo spettro di Canterville (1944). Apparve inoltre in alcune commedie come Gianni e Pinotto nella legione straniera (1950) e Il ratto delle zitelle (1951). Nel 1955 ebbe il suo primo ruolo da protagonista in La sposa del mostro di Edward D. Wood Jr., grazie al quale conquistò una certa fama e popolarità.
L'anno seguente recitò in una piccola parte ne Il sonno nero del dottor Satana (1956), e successivamente nella pellicola La casa dei mostri (1957). Nel 1959 Wood gli offrì il ruolo del mostro nel film La notte degli spettri e quello dell'ispettore Clay in Plan 9 from Outer Space. In seguito Johnson apparve in numerose serie televisive americane, concludendo la sua carriera da attore nel lungometraggio Sogni perduti (1968).

## Filmografia parziale

### Cinema
- Il tesoro dei faraoni (Kid Millions), regia di Roy Del Ruth (1934)
- Sotto due bandiere (Under Two Flags), regia di Frank Lloyd (1936)
- Caccia al fantasma (Ghost Catchers), regia di Edward F. Cline (1944)
- Lo spettro di Canterville (The Canterville Ghost), regia di Jules Dassin (1944)
- Avventura in Brasile (Road to Rio), regia di Norman Z. McLeod (1947)
- Lo stato dell'Unione (State of the Union), regia di Frank Capra (1948)
- Gianni e Pinotto nella legione straniera (Abbott and Costello in the Foreign Legion), regia di Charles Lamont (1950)
- Il ratto delle zitelle (The Lemon Drop Kid), regia di Sidney Lanfield (1951)
- La peccatrice di San Francisco (The San Francisco Story), regia di Robert Parrish (1952)
- Il mago Houdini (Houdini), regia di George Marshall (1953)
- La sposa del mostro (Bride of the Monster), regia di Edward D. Wood Jr. (1955)
- Il sonno nero del dottor Satana (The Black Sleep), regia di Reginald Le Borg (1956)
- La casa dei mostri (The Unheartly), regia di Boris Petroff (1957)
- La notte degli spettri (Night of the Ghouls), regia di Edward D. Wood Jr. (1959)
- Plan 9 from Outer Space, regia di Edward D. Wood Jr. (1959)
- The Beast of Yucca Flats, regia di Coleman Francis (1961)
- Sogni perduti (Head), regia di Bob Rafelson (1968)

### Televisione
- General Electric Theater – serie TV, episodio 2x19 (1954)
- Peter Gunn – serie TV, episodio 2x19 (1960)
- Bonanza – serie TV, episodio 1x28 (1960)